# París-Niza 1963
La París-Niza 1963 fue la 21.ª edición de la París-Niza, que se disputó entre el 10 y el 17 de marzo de 1963. La cursa fue ganada por el francés Jacques Anquetil, del equipo Saint Raphael, por delante de su compañero de equipo Rudi Altig y de Rik van Looy (G.B.C.). Van Looy también ganó la clasificación por puntos y el conjunto Saint Raphael la de equipos.

## Participantes
En esta edición de la París-Niza tomaron la salida 88 corredores divididos en 11 equipos: G.B.C., Saint Raphael, Mercier-BP, Pelforth-Sauvage-Lejeune, Peugeot-BP, Wiel's-Groene Leeuw, Margnat-Paloma, Solo-Terrot, Molteni, Urago-Gancia y Kas. La prueba la acabaron 45 corredores.

## Resultados de las etapas
| Etapas                 | Fecha       | Recorrido                                 | Km      | Vencedor de etapa        | Líder de la general |
| ---------------------- | ----------- | ----------------------------------------- | ------- | ------------------------ | ------------------- |
| 1ª etapa               | 10 de marzo | Fontainebleau-Decize                      | 240 km  | Rik van Looy             | Rik van Looy        |
| 2ª etapa               | 11 de marzo | Decize-Saint-Honoré-les-Bains             | 93 km   | Rudi Altig               | Rudi Altig          |
| 3.ª etapa, 1.er sector | 12 de marzo | Saint-Honoré-les-Bains-Montceau-les-Mines | 115 km  | Joseph Wouters           | Rudi Altig          |
| 3.ª etapa, 2.º sector  | 12 de marzo | Circuito del Etang du Plessis (CRE)       | 19.2 km | Pelforth-Sauvage-Lejeune | Rudi Altig          |
| 4.ª etapa              | 13 de marzo | Montceau-les-Mines-Sant-Etiève            | 198 km  | Rik van Looy             | Rudi Altig          |
| 5ª etapa               | 14 de marzo | Tournon-Montpellier                       | 212 km  | Rudi Altig               | Rudi Altig          |
| 6.ª etapa, 1.er sector | 15 de marzo | Montpellier-Vergèze (CRI)                 | 38 km   | Jacques Anquetil         | Rudi Altig          |
| 6.ª etapa, 2.º sector  | 15 de marzo | Vergèze-Margnat-Village                   | 108 km  | André Darrigade          | Rudi Altig          |
| 7.ª etapa              | 16 de marzo | Ajaccio-Bastia                            | 184 km  | Rolf Wolfshohl           | Jacques Anquetil    |
| 8ª etapa               | 17 de marzo | Niza-Niza                                 | 182 km  | Rik van Looy             | Jacques Anquetil    |

## Etapas

### 1ª etapa
10-03-1963. Fontainebleau-Decize, 240 km.
|   | Ciclista        | Equipo        | Tiempo     |
| - | --------------- | ------------- | ---------- |
| 1 | Rik van Looy    | G.B.C.        | 6h 14' 02" |
| 2 | Rudi Altig      | Saint Raphael | m. t.      |
| 3 | Jean Stablinski | Saint Raphael | m. t.      |

### 2ª etapa
11-03-1963. Decize-Saint-Honoré-las-Bains 93 km.
|   | Ciclista           | Equipo        | Tiempo     |
| - | ------------------ | ------------- | ---------- |
| 1 | Rudi Altig         | Saint Raphael | 2h 23' 54" |
| 2 | Rik van Looy       | G.B.C.        | + 15"      |
| 3 | Frans Melckenbeeck | Mercier-BP    | m. t.      |

### 3ª etapa, 1º sector
12-03-1963. Saint-Honoré-les-Bains-Montceau-les-Mines, 115 km.
|   | Ciclista           | Equipo      | Tiempo     |
| - | ------------------ | ----------- | ---------- |
| 1 | Joseph Wouters     | Solo-Terrot | 2h 58' 29" |
| 2 | Rik van Looy       | G.B.C.      | m. t.      |
| 3 | Arthur de Cabooter | Solo-Terrot | m. t.      |

### 3.ª etapa, 2.º sector
12-03-1963. Circuito del Etange du Plessis 19.2 km. CRE
|   | Equipo                   | Tiempo     |
| - | ------------------------ | ---------- |
| 1 | Pelforth-Sauvage-Lejeune | 1h 36' 00" |
| 2 | Wiel's-Groene-Leeuw      | +1' 00"    |
| 3 | G.B.C.                   | + 1' 08"   |

### 4ª etapa
13-03-1963. Montceau-les-Mines-Saint-Etiève, 198 km.
|   | Ciclista       | Equipo        | Tiempo     |
| - | -------------- | ------------- | ---------- |
| 1 | Rik van Looy   | G.B.C.        | 5h 22' 45" |
| 2 | Joseph Wouters | Solo-Terrot   | m. t.      |
| 3 | Rudi Altig     | Saint Raphael | m. t.      |

### 5ª etapa
14-03-1963. Tournon-Montpellier, 212 km.
La salida se hace a Tournon en lugar de Saint-Etiève por culpa de la nieve que también hace que se anule la subida al Col de La République.
|   | Ciclista      | Equipo              | Tiempo      |
| - | ------------- | ------------------- | ----------- |
| 1 | Rudi Altig    | Saint Raphael       | 5 h 49' 17" |
| 2 | Benoni Beheyt | Wiel's-Groene Leeuw | m. t.       |
| 3 | Rik van Looy  | G.B.C.              | m. t.       |

### 6ª etapa, 1º sector
15-03-1963. Montpellier-Vergèze, 38 km. CRI
Dieciséis corredores son sancionados con un minuto para ponerse en la estela de otro corredor al ser doblados.
|   | Ciclista         | Equipo                   | Tiempo   |
| - | ---------------- | ------------------------ | -------- |
| 1 | Jacques Anquetil | Saint Raphael            | 51' 37"  |
| 2 | Rudi Altig       | Saint Raphael            | + 2"     |
| 3 | Joseph Groussard | Pelforth-Sauvage-Lejeune | + 2' 20" |

### 6.ª etapa, 2.º sector
15-03-1963. Vergèze-Margnat-Village, 108 km
|   | Ciclista        | Equipo         | Tiempo     |
| - | --------------- | -------------- | ---------- |
| 1 | André Darrigade | Margnat-Paloma | 2h 26' 34" |
| 2 | Rolf Wolfshohl  | Solo-Terrot    | m. t.      |
| 3 | Jean Graczyk    | Margnat-Paloma | + 34"      |

### 7ª etapa
16-03-1963. Ajaccio-Bastia, 184 km.
Anquetil se pone líder al continuar un ataque de Poulidor en el Col de Teghime. Altig, además, se ve perjudicado por una caída que le estropea su bicicleta sin que encuentre ninguna de repuesto cerca suyo.
|   | Ciclista         | Equipo        | Tiempo     |
| - | ---------------- | ------------- | ---------- |
| 1 | Rolf Wolfshohl   | Solo-Terrot   | 5h 22' 31" |
| 2 | Jacques Anquetil | Saint Raphael | + 12"      |
| 3 | Raymond Poulidor | Mercier-BP    | m. t.      |

### 8ª etapa
17-03-1963. Niza-Niza, 182 km.
Llegada situada en el Paseo de los Ingleses. Cuarta victoria consecutiva de Rik van Looy en Niza.
|   | Ciclista           | Equipo        | Tiempo     |
| - | ------------------ | ------------- | ---------- |
| 1 | Rik van Looy       | G.B.C.        | 5h 18' 40" |
| 2 | Frans Melckenbeeck | Mercier-BP    | + 2"       |
| 3 | Rudi Altig         | Saint Raphael | m. t.      |

## Clasificaciones finales

### Clasificación general
|    | Ciclista            | Equipo                   | Tiempo      |
| -- | ------------------- | ------------------------ | ----------- |
| 1  | Jacques Anquetil    | Saint Raphael            | 37h 13' 29" |
| 2  | Rudi Altig          | Saint Raphael            | + 53"       |
| 3  | Rik van Looy        | G.B.C.                   | + 3' 04"    |
| 4  | Henry Anglade       | Pelforth-Sauvage-Lejeune | + 3' 31"    |
| 5  | Joseph Groussard    | Pelforth-Sauvage-Lejeune | + 3' 38"    |
| 6  | Luis Otaño          | Margnat-Paloma           | + 4' 31"    |
| 7  | Jean Stablinski     | Saint Raphael            | + 4' 43"    |
| 8  | Hans Junkermann     | Wiel's-Groene Leeuw      | + 6' 05"    |
| 9  | Hubertus Zilverberg | G.B.C.                   | + 7' 22"    |
| 10 | Vincent Denson      | Pelforth-Sauvage-Lejeune | + 9' 23"    |

## Evolución de las clasificaciones
| Etapa(Vencedor)                                | Clasificación general |
| ---------------------------------------------- | --------------------- |
| Etapa 1 (Rik van Looy)                         | Rik van Looy          |
| Etapa 2 (Rudi Altig)                           | Rudi Altig            |
| Etapa 3, 1.er sector (Joseph Wouters)          | Rudi Altig            |
| Etapa 3, 2.º sector (Pelforth-Sauvage-Lejeune) | Rudi Altig            |
| Etapa 4 (Rik van Looy)                         | Rudi Altig            |
| Etapa 5 (Rudi Altig)                           | Rudi Altig            |
| Etapa 6, 1.er sector (Jacques Anquetil)        | Jacques Anquetil      |
| Etapa 6, 2.º sector (André Darrigade)          | Jacques Anquetil      |
| Etapa 7 (Rolf Wolfshohl)                       | Jacques Anquetil      |
| Etapa 8 (Rik van Looy)                         | Jacques Anquetil      |